# 加東市滝野ケーブルコミュニケーション
加東市滝野ケーブルコミュニケーション（かとうしたきのケーブルコミュニケーション、略称TCC）は、兵庫県加東市が運営していた旧滝野町をサービスエリアとするケーブルテレビ局である。加東市全域をサービスエリアとする加東ケーブルビジョンに統合された。

## 放送センター所在地
- 兵庫県加東市下滝野1269-2

## 沿革
- 1986年4月 滝野町役場庁内に有線テレビプロジェクトチームを設置
- 1988年4月 滝野町有線テレビを担当する行政組織を設置
- 1989年3月 滝野町放送センター（局舎）竣工 同年、放送設備工事に着手
同年11月10日 放送施設設置許可
- 1990年5月 試験送信開始 
同年9月1日 開局（滝野ケーブルコミュニケーション）
同年10月1日 運用開始
- 1997年9月 滝野町CATVネットワーク事業にて、在宅健康福祉支援システム・学校教育システム・小中学校でCATVインターネットの開始
- 2002年4月 インターネットサービスを全町域で開始
- 2005年4月 地上デジタル放送再送信サービス開始
- 2006年3月 市町村合併により「加東市」誕生、市営ケーブルテレビ局となる（加東市滝野ケーブルコミュニケーション）
- 2007年11月 新規加入や契約変更はは加東市木梨1134-58の「地域情報センター」受付となった。
- 2008年4月 加東市全域のケーブルテレビ設置完了。これにともない全市域のケーブルテレビサービスが加東ケーブルビジョンとして統合され、滝野放送センターはサブセンターとしての運用となった。

## サービスエリア
- 兵庫県加東市（旧滝野町）

## 主な放送チャンネル

### テレビ局
| アナログ | デジタル | 放送局                          |
| -------- | -------- | ------------------------------- |
| 2        | TV011    | NHK神戸総合                     |
| 12       | TV021    | NHK大阪教育                     |
| 3        | TV031    | サンテレビ                      |
| 4        | TV041    | 毎日放送                        |
| 6        | TV061    | 朝日放送                        |
| 8        | TV081    | 関西テレビ                      |
| 9        | TV071    | テレビ大阪                      |
| 10       | TV101    | よみうりテレビ                  |
| 5        |          | お知らせチャンネル              |
| 13       |          | NHK BS                          |
| 15       |          | TCCいちごチャンネル（自主放送） |
| 18       |          | WOWOW                           |
| 20       |          | MTV                             |
| 21       |          | 朝日ニュースター                |
| 22       |          | GAORA                           |
| 23       |          | スター・チャンネルCS            |
| 24       |          | グリーンチャンネル              |
| 30       |          | BS日テレ                        |
| 31       |          | BS朝日                          |
| 32       |          | BS-i                            |
| 33       |          | BSジャパン                      |
| 34       |          | BSフジ                          |
| 35       |          | NHKBShi                         |
| 40-46    |          | リクエストチャンネル            |

- 「TCCいちごチャンネル」は、2006年4月より「テレネットやしろ」と同一番組制作体制となる。
- 地上デジタル放送は同一周波数パススルー方式による再送信。サンテレビは神戸摩耶山を受信、それ以外は三木市の中継局を受信。

### ラジオ局
| MHz  | 放送局       |
| ---- | ------------ |
| 80.2 | FM802        |
| 85.1 | FM OSAKA     |
| 86.5 | NHK神戸FM    |
| 89.9 | Kiss-FM KOBE |